# ビギンの島唄 〜オモトタケオ〜
『ビギンの島唄 〜オモトタケオ〜』（ビギンのしまうた - ）は、BEGINの企画アルバム。2000年7月21日発売。規格品番：TECN-20647。2006年6月21日にカセットテープでも発売。発売元はテイチクエンタテインメント。

## 解説
沖縄県石垣島出身のバンド・BEGINに加え、ゆかりのあるミュージシャンたちの協力を得て完成された作品集。過去に、アルバムやシングルで沖縄を舞台にした楽曲は発表したことがあるが、アルバム丸々1枚沖縄音楽（島唄）を追求した作品は、デビュー10周年目にして初となった。
「オモトタケオ」とは、「BEGINが島唄を作る時にだけ現れる心の住人」と表現されている。
CDパッケージ裏ジャケットに掲載の漢字表記は「於茂登岳男」であるが、石垣島には「於茂登岳」（オモトダケ）という実在の山がある。
この命名に関し、かなり揉めたようで、著書の中で「『オモトタケオ』を前面に出したい俺たちと『島唄』を入れて欲しいと言ったレコード会社との妥協の結果」上記のタイトルになったと書いている。
「イラヨイ月夜浜」は、1993年にBEGINと同じ石垣島出身の歌手・大島保克への提供楽曲（作曲）。「イラヨイ」とは、宮古島方言で「愛おしい」「懐かしい」という意味の古語。「竹富島で会いましょう」は、竹富島の実在する浜辺の名前や名物が登場するご当地ソングのひとつ。このように、沖縄のなかでもとりわけ、メンバーの故郷がある八重山諸島が多く登場する作風が特徴のひとつである。
森山良子に提供した「涙そうそう」（作曲）の、三線弾き語りのほか、ラスト・ナンバーとして同楽曲の沖縄方言ヴァージョンが収録。BEGINのシングルとして「涙そうそう」が発売されたのは同2000年3月23日であったが、1990年3月21日にシングル「恋しくて」でメジャー・デビューしてからほぼ丸10年目にあたる時期であった。本作から僅か2ヵ月後に10周年記念アルバム『BEGIN』も発売した。歌詞カードには新城俊昭によるライナーノーツ、「風よ」の訳、「イラヨイ月夜浜」の楽曲解説、歌詞中方言の注釈が掲載。

## 収録曲
| 全編曲: BEGIN。 |                                              |                                       |                 |       |
| #               | タイトル                                     | 作詞                                  | 作曲            | 時間  |
| 1.              | 「涙そうそう（三線バージョン）」             | 森山良子                              | BEGIN           | 4:12  |
| 2.              | 「風よ」                                     | 新良幸人                              | BEGIN           | 4:14  |
| 3.              | 「イラヨイ月夜浜」                           | 大島保克                              | 比嘉栄昇        | 5:15  |
| 4.              | 「竹富島で会いましょう」                     | BEGIN                                 | BEGIN           | 3:23  |
| 5.              | 「かりゆしの夜」                             | BEGIN・大島保克                       | BEGIN・大島保克 | 5:09  |
| 6.              | 「がんばれ節」                               | BEGIN                                 | BEGIN           | 3:38  |
| 7.              | 「昔美しゃ 今美しゃ」                        | BEGIN                                 | BEGIN           | 4:47  |
| 8.              | 「涙そうそう（三線ウチナーグチバージョン）」 | 森山良子 / ウチナーグチ訳詞: 新城俊昭 | BEGIN           | 4:11  |
| 合計時間:       | 合計時間:                                    | 合計時間:                             | 合計時間:       | 34:49 |